# Adolfo Couve
Adolfo Couve Rioseco (Valparaíso, 28 de marzo de 1940-Cartagena, 11 de marzo de 1998) fue un pintor y escritor chileno.

## Biografía
Hijo de Adolfo Couve Braga y Clemencia Rioseco Fernández, fue el mayor de tres hermanos. Nacido en Valparaíso en 1940, pasó su primera infancia en Llay Llay, donde vivió hasta los ocho años, edad en la que la familia se trasladó a Santiago. Estudió en el colegio San Ignacio, ubicado en la calle Alonso Ovalle, del que egresó en 1958. Realizó sus primeros estudios en la Escuela de Bellas Artes de la Universidad de Chile, para luego ser becado en l’Ecole des Beaux Arts de París (1962-1963) y en The Arts Student League en Nueva York. 
Estuvo casado con la también pintora, ilustradora y escritora de libros infantiles Marta Carrasco, con la que tuvo una hija, Camila Couve (1963), quien debutó en la literatura en 2018 con el libro Estampas de niña.
Los últimos doce años de su vida los pasó en Cartagena, en la provincia de San Antonio.

## Pintura
Adolfo Couve siempre pintó. «A los quince años, mi papá me pilló pintando un retrato con pasta de dientes y de zapatos. Entonces me regaló una caja de óleos, con la condición de que la pintura sólo fuera mi hobby. O sea, esa caja me la regaló para que yo no fuera pintor», relató alguna vez.
En otra ocasión contó que cuando fue a matricularse al Bellas Artes se encontró con que habían cerrado las inscripciones: «Agarré de un brazo a la secretaria y la conminé a que me ayudara. Me preguntó: "¿Y tú pintas?, ¿tienes cuadros?". Yo tenía cualquier cantidad. "Tráelos", me dijo. Tomé un taxi, llegué a mi casa, amarré los cuadros con el cinturón de una bata que me había regalado mi mamá y volví al Bellas Artes. Los puse en hilera en el hall y me senté a esperar. Llegó don Augusto Eguiluz y preguntó: "¿Quién es este pintorazo? Tráiganlo para acá". Eguiluz me interpeló: "¿Cómo te llamas?". "Couve". "¿Qué apellido es ese?", preguntó. "Francés", le dije yo. ¡Ah! En Francia pintan hasta los patos: matriculen a este niño en segundo año".»
Inició sus estudios artísticos en la Escuela de Bellas Artes de Santiago, como alumno libre y más tarde ayudante de la Cátedra de Pintura del profesor Augusto Eguiluz. Estuvo becado en París en 1962-1963, estudiando en la Escuela de Bellas Artes, desde donde viajó a Italia, experiencia que definiría su devoción por el Renacimiento italiano. También realizó estudios en el Art's Student League de Nueva York, ciudad donde radicó un tiempo y donde expuso sus pinturas.
Fue profesor titular de Historia del Arte, Teoría del Arte y Pintura de la Universidad de Chile, Facultad de Arte, desde 1964 hasta 1998, el año de su muerte. Además se desempeñó como profesor de Renacimiento y Barroco en la Escuela de Arte de la Católica entre los años 1974 y 1981.
Su pintura corresponde a lo que él definió como «un realismo nostálgico» y «la realización de un talento». En ella, señaló, «realizo un ejercicio de traducción que necesito hacer». Se caracterizó por visiones intimistas, pequeños retratos, paisajes, bodegones muy simples, figuras en interiores y al aire libre, además de objetos de su vida cotidiana. Son creaciones donde evitaba la carga emotiva, de pincelada suelta, tonalidades sombrías y otras veces luminosas que reflejan su aguda percepción visual y una admirable capacidad para manejar la luz, las sombras y atmósferas. Las aguadas con las cuales construyó sus telas, son una característica inconfundible. También, ocasionalmente, realizó ilustraciones para revistas.
Sobre su pintura, Memoria Chilena dice en su esbozo de Couve: «A través de paisajes, retratos, naturalezas muertas y figuras humanas, el artista buscó captar el momento fugaz, el instante, utilizando un lenguaje plástico muy natural, un expresionismo sensorial que se nutrió de la relación absolutamente directa con el objeto o tema de la obra».
El Portal de Arte, por su parte, señala que «Couve se apropió de pequeños instantes, de simples momentos e intentó hacer de ellos temas universales. El mismo Couve aclara que el pintor realista no copia la realidad, sino que la traduce, absolutamente consciente de la muerte y con una necesidad de aferrarse a lo que ve. Esta concepción más bien filosófica de la pintura reflejó la actitud y sentimiento del artista frente al mundo, al arte y la vida. De este modo, en sus telas el tema se mostró como un pretexto para volcar, a través de la propia carga emotiva del creador, la visión sensorial e intuitiva del modelo escogido».
Su legado plástico es escaso, pues sus pinturas no alcanzan las doscientas.
En 2002 el Museo Nacional de Bellas Artes organizó una retrospectiva de Couve; la segunda muestra individual después de su muerte tuvo lugar en el Centro Cultural de Las Condes, en 2017, con imágenes inéditas del pintor; la comisaria de ambas exposiciones fue la historiadora del arte Claudia Campaña.

## Literatura
A pesar de su sólida formación e indiscutible talento, a principios de la década del setenta decidió dejar la pintura y dedicarse por completo a su vocación literaria. Fue un artista formal en extremo que rehuyó lo anecdótico y privilegió el purismo tanto en el lenguaje plástico como el literario. A partir de 1984, inspirado por la luz del litoral central, volvió a tomar los pinceles en forma intermitente respondiendo a lo que calificó como una necesidad natural.
Debutó en la literatura en 1965 con el libro de poemas Alamiro y en 1971 llegó incluso a abandonar la pintura para consagrarse exclusivamente a escribir. A partir de 1983 regresó a la primera, pero ya sin abandonar la segunda. «La crítica lo define como un escritor de "realismo descriptivo", y lo considera miembro de la Generación Literaria de 1960, a la que también pertenecen Antonio Skármeta, Mauricio Wacquez y Carlos Cerda».
De la coexistencia entre el pintor y el escritor, Couve dijo en su última entrevista: "Yo como pintor he sido bastante flojo, irregular, tengo facilidades, pero no me he dedicado mucho y no me he jugado como me he jugado en La Comedia del Arte. No se puede ser dos cosas, es muy difícil porque son distintas actitudes. La pintura me ayudó a escribir y la literatura me ayudó a pintar. Yo pinto mis carboncillos, mis cosas, las guardo pero no las muestro, están bien hechas, son esenciales, me dan gusto a mí, pero con lo que yo salgo afuera a pelear es con estos libros. Con la pintura me iría bastante mejor, estaría contento y saldría a hacer paisaje..."

## Muerte
«Separado, padre de una hija, el autor de La lección de pintura vivió acosado por una depresión que a fines de los 90 no le dejó salida. Lentamente, se aisló del mundo. En sus últimos días, su única compañía era su perro, el Moro, y por supuesto, Carlos Ormeño», el «hijo adoptivo» que desde los diez años vivía con él y que fue también su amante. Antes de quitarse la vida, Couve le dijo: «No te olvides, Carlitos, yo muero por el arte».
El año 1998, Couve no quiso volver a dar clases. Tras décadas como profesor de pintura en la Universidad de Chile, dijo al teléfono que no regresaría a la escuela. No podía. Había sido un verano duro. El peor de todos. La depresión que siempre lo acechó, en esas vacaciones lo arrinconó como nunca. Después de muchas reescrituras, había terminado la novela Cuando pienso en mi falta de cabeza y estaba seguro de que era su réquiem (esta obra sería publicada póstumamente por Seix Barral dos años más tarde con prólogo de Adriana Valdés y en 2001 recibiría el Premio Municipal de Literatura de Santiago).
«En esos días, la paranoia de Couve se disparó: creía que su comida estaba envenenada y Carlos Ormeño debía probarla antes que él. Casi no dormía. No se medicaba, apenas llamaba por teléfono a un primo psiquiatra. No tenía dudas del valor de su obra literaria, pero sospechaba que lo olvidarían: "Nunca más se van a acordar de mí, a la gente como nosotros nos olvidan fácilmente", le dijo a Carlos, que explica su temor así: "Después de su muerte se iba a saber que era homosexual, aunque siempre se supo, pero nunca se dijo. Para él eso era terrible. Odiaba ser homosexual".» La noche del 10 de marzo de 1998 «se enteró de que había un plan familiar para internarlo». Horas después, en la madrugada del 11, se suicidó, colgándose en el baño de su casa de Cartagena. Tenía cincuenta y siete años.

## Legado y homenaje
El director Pablo Perelman adaptó la novela La lección de pintura al cine, con el mismo nombre; la película, que narra la historia de un niño que resulta ser un genio de la pintura, se estrenó en agosto de 2011 en el Festival de Cine de Gramado, Río Grande (Brasil), donde ganó el Kikito de Oro a la mejor fotografía, y llegó a Chile en febrero de 2012 después de pasar por los festivales de Valladolid, Kerala (premio del público) y de Guadalajara.
En 2013 Tajamar Editores publicó una nueva versión de sus obras completas, que incluye sus textos sobre arte (salidos en 2005 en Ediciones UDP) y sus once novelas (1965-1998).

## Premios y reconocimientos
- Beca Escuela de Bellas Artes de París, Francia (1962)
- Tercer Premio, Salón Oficial, Museo de Bellas Artes (1963)
- Segundo Premio, Salón Oficial, Museo de Arte Contemporáneo de Santiago (1966)
- Premio Mérito 1967 del Concurso CRAV (Compañía de refinería de azúcar de Viña del Mar)
- Primer Premio del Concurso Acero del Pacífico, Museo de Arte Contemporáneo de Santiago (1967)
- Premio de la Crítica 1989, especialidad Literatura, por La copia de yeso, otorgado por el Círculo de Críticos de Arte de Valparaíso
- Finalista del Premio Altazor de Narrativa 2001 con Cuando pienso en mi falta de cabeza
- Premio Municipal de Literatura de Santiago 2001 por Cuando pienso en mi falta de cabeza

## Obras
- Alamiro, Ediciones Extremo Sur, Santiago, 1965
- Burchard, sobre el pintor Pablo Burchard, al que era muy cercano; Universitaria, Santiago, 1966
- En los desórdenes de junio, Editorial Zig-Zag, Santiago, 1970
- El picadero, Universitaria, Santiago, 1974
- El tren de cuerda. El parque, Ediciones Galería Época, 1976 (2.ª edición: El tren de cuerda, Pehuén, 1991)
- La lección de pintura, Fundación BHC para el Desarrollo, Editorial Pomaire, Santiago, 1979 (Planeta, 1991)
- El pasaje. La copia de yeso, Planeta, Santiago, 1989
- El cumpleaños del señor Balande, Universitaria, Santiago, 1991
- Balneario, Planeta, Santiago, 1993
- La comedia del arte, Planeta, Santiago, 1995
- Cuarteto de infancia, Seix Barral, Buenos Aires, 1996. Contiene:
  - «El picadero», «El tren de cuerda», «La lección de pintura» y «El pasaje»
- Cuando pienso en mi falta de cabeza, con prólogo de Adriana Valdés; edición póstuma, Seix Barral, Santiago, 2000
- Narrativa completa, Santiago, Planeta Chile, 2003; Con un prólogo de Adriana Valdés, contiene todas las obras literarias, más los siguientes tres textos:
  - «Infortunio de los Almagro», «Mamparas del Sagrado Corazón» y «Fragmentos»
- Escritos sobre arte, Ediciones UDP, Santiago, 2005
- Obras completas, Tajamar Editores, Santiago, 2013
- El pasaje y otras novelas, La Ballesta Magnífica, Delta de San Fernando, 2022